# 松田竹千代
松田 竹千代（まつだ たけちよ、1888年〈明治21年〉2月2日 - 1980年〈昭和55年〉12月1日）は、日本の男性政治家。衆議院議長、文部大臣、郵政大臣を歴任した。正三位勲一等。

## 来歴

### 前歴
大阪府泉南郡出身。明治35年（1902年）、14歳の時にアメリカ西部の荒野を夢見て単身渡米、各地を放浪した果てにニューヨーク大学に入学。明治44年（1911年）に同大卒業後、大正3年（1914年）に帰国、日本の近代スポーツの先駆者・大森兵蔵の妻・安仁子（旧名・Annie Shepley、日本に帰化し安仁子と名乗る）の運営する社会福祉施設・有隣園を手伝う。有隣園での経験を経て、社会事業家となる。

### 政治家として
昭和3年（1928年）に最初の普通選挙だった第16回衆議院議員総選挙で立憲民政党公認で立候補し初当選。民政党では町田忠治直系の政治家として知られ、一方で同じ民政党所属の三木武吉の知遇を得た。元来自由主義的な政治家であり、昭和14年（1939年）にはクリスチャンの賀川豊彦やのちに内閣総理大臣となる三木武夫らとともに日米同志会を結成し東京府東京市麹町区（現・東京都千代田区）の日比谷公会堂で日米親善国民大会を開催したが、戦時中は軍部と妥協し昭和18年（1943年）6月17日の翼賛政治会の代議士会で鳩山一郎と中野正剛の演説に対し「それではまるで反戦演説じゃないか。やるなら鳩山先生の如くやれ」と鳩山は支持しながら、中野には反感をむき出しにして叫んだ。翼賛系に参加していたことから、戦後は公職追放を受ける。
追放解除後、三木と共に自由党に復帰、鳩山派の一員として活動。自由民主党結成後は河野派 → 森清派 → 園田グループに所属したが、その後中曽根派に入った。ハト派で野党との話し合いを重視する姿勢をとり、温厚そのものの外見だったが、思想や見た目とは裏腹に無類のきかん気で、妥協を拒む性格でもあった。また文部大臣時代は日教組の集会に出席するなど、自民党の立場にとらわれない姿勢をとった。立憲民政党より衆議院議員総選挙に出馬し、初当選を果たして以後、昭和47年（1972年）に政界を引退するまで、通算12回当選し、この間、郵政大臣、文部大臣、衆議院議長を歴任する。昭和55年（1980年）逝去。墓所は鎌倉市瑞泉寺と多磨霊園。
1980年（昭和55年）12月、岸和田市名誉市民の称号を贈られる。

## 略歴
- 明治35年（1902年）：岸和田中学校を中退し渡米。
- 明治44年（1911年）：ニューヨーク大学卒業。
- 大正3年（1914年）：帰国。社会福祉施設・有隣園事業に従事。
- 昭和3年（1928年）：立憲民政党公認で総選挙に出馬し初当選。
- 昭和14年（1939年）：賀川豊彦・三木武夫らと日米同志会を結成し日比谷公会堂で日米親善国民大会を開催[3]。
- 昭和15年（1940年）：斎藤隆夫の反軍演説に際しては当初斎藤擁護だったが妥協、民政党解党後は大政翼賛会に参加。
- 昭和18年（1943年）6月17日：翼賛政治会の代議士会で中野正剛を非難、三木武吉に「茶坊主黙れ！」と一喝される。
- 昭和20年（1945年）：日本進歩党の結成に参加。
- 昭和21年（1946年）：公職追放。
- 昭和27年（1952年）：追放解除に伴い政界復帰。総選挙に自由党から出馬し当選。
- 昭和28年（1953年）：鳩山一郎らの分党派自由党に参加、総選挙後も自由党に復党せず日本自由党を結成。
- 昭和29年（1954年）：日本民主党の結成に参加。
- 昭和30年（1955年）：第2次鳩山一郎内閣に郵政大臣として初入閣。
- 昭和34年（1959年）：第2次岸内閣改造内閣に文部大臣として入閣。
- 昭和44年（1969年）7月：衆議院議長に就任。
- 昭和47年（1972年）：総選挙に落選して政界引退。
- 昭和55年（1980年）12月1日：92歳で死去。

## エピソード
日本ボクシング連盟元会長の山根明が週刊新潮で告白した記事によると、朝鮮人の山根が幼少の頃に日本に密入国しようとした際、「また密航して、また捕まってしまうのです。ただ、この2回目の時は、親父の人脈で、大阪の岸和田出身で郵政大臣までした、松田竹千代いう国会議員にお世話になって、保証人になってもらって収容所から出られた。その後は日本にそのまま定住しました」と、松田の計らいにより入国できた事を明かしている。

## 栄典
- 1964年（昭和39年）11月3日 - 勲一等瑞宝章[6]
- 1970年（昭和45年）4月29日 - 勲一等旭日大綬章[7]

## 親族
- 妻 澄江 - 大森兵蔵の姪[2]
- 次女 松田妙子 - 社会福祉事業家[8]
- 孫娘 佐藤玖美（妙子の次女）- 実業家[8]